# تانوكا بيرد
تانوكا بيرد (بالإنجليزية: Tanoka Beard)‏ مواليد 29 سبتمبر 1971 في أوغدن، هو لاعب كرة سلة أمريكي سابق. بدأ مسيرته الاحترافية في سنة 1993. يبلغ طوله 6 قدم 9 بوصة (2.1 م). اعتزل اللعب في 2009.

## المسيرة الاحترافية
لعب مع فيرتوس روما في الدوري الإيطالي في موسم 1993–1994، ثم لعب مع بريوغان في الدوري الإسباني في سنة 1994، ثم لعب مع أولكرسبور في موسم 1994–1995، ثم لعب مع جوفينتوت بادالونا في الدوري الإسباني من سنة 1996 إلى 1998، ثم لعب مع ريال مدريد لكرة السلة في موسم 1998–1999، ثم لعب مع فالنسيا باسكت في الدوري الإسباني في موسم 1999–2000، ثم لعب مع فنربخشة لكرة السلة في الدوري التركي في موسم 2000–2001، ثم لعب مع جوفينتوت بادالونا في الدوري الإسباني في موسم 2001–2002، ثم لعب مع لوكوموتيف كوبان في الدوري الروسي في سنة 2002.

## الإنجازات
- 1994–95 الدوري التركي لكرة السلة (أولكرسبور)
- 2002–03 الدوري الليتواني لكرة السلة (زالغيريس لكرة السلة)

## روابط خارجية
- تانوكا بيرد على موقع الدوري الأوروبي لكرة السلة (الإنجليزية)
- تانوكا بيرد على موقع الدوري الإسباني لكرة السلة (الإسبانية)
- تانوكا بيرد على موقع كرة السلة الأوروبية.كوم (الإنجليزية)
- تانوكا بيرد على موقع كلية كرة السلة في سبورتس رفرنس.كوم (الإنجليزية)
- تانوكا بيرد على موقع ريلجم (الإنجليزية)
- تانوكا بيرد على موقع بروبوليرز (الإنجليزية)
- تانوكا بيرد على موقع سبورتس رفرنس (الإنجليزية)